# 輦道增七
輦道增七（天鹅座β、β Cyg, β Cygni, Beta Cyg）是天鵝座的第五亮星，天鵝座γ、天鵝座δ、和天鵝座ε都比它亮，但因位於天鵝的頭部，所以在拜耳命名法中成為β星。
以肉眼觀看輦道增七是一顆單獨的3等星，但只要低倍數的望遠鏡就可以看出它是雙星，亮的一顆是黃色（它本身又是一對靠得非常近的聯星），使它與光度微弱的藍色伴星在顏色上有著鮮明的對比。

## 雙星

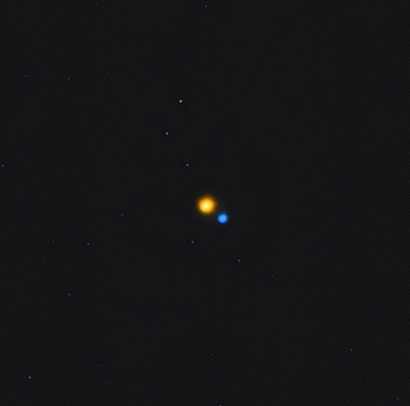
輦道增七

輦道增七距離地球380光年（120秒差距）。以肉眼觀看輦道增七是一顆單獨的恆星，然而，在望遠鏡下它很容易解析成為雙星，包括輦道增七A（琥珀色，視星等3.1等），和輦道增七B（藍-綠色，視星等5.1等），兩星相距35角秒。由於它們在顏色上是互補的，因而成為天空中顏色對比最鮮明的一對恆星。目前仍不確知這對恆星是否是互繞的有物理關係的聯星系統。如果是的話，其軌道週期是可能至少十萬年。

## 輦道增七A
在1976年，使用斑點干涉儀和基特峰國家天文台2.1米望遠鏡，發現伴星A本身是一顆聯星。這對聯星使用干涉儀測量後已經計算出軌道，但因為只觀測過四分之一的軌道，因此軌道參數仍被認為是初步的值。目前兩顆星之間分離的角度大約是0.4角秒，太過接近而難以用目視觀測，因為在常穩定的大氣條件下，目視的解析能力仍只有20"的大小。

## 輦道增七B
輦道增七B是一顆快速自轉的Be星，在赤道的自轉速度至少是250公里/秒。使用光譜儀估計它的表面溫度大約是13,200K 。

## 名稱和語源
因為天鹅座的形狀像是一隻展翅的" 天鹅"，而輦道增七就位于天鹅的头部, 所以有时也称为"鸟嘴星"。輦道增七也与天津四（天鹅座α）、天津二（天鹅座δ）、天津九（天鵝座ε）、和天鹅座η共同构成"北天大十字(北十字)"。
中世紀說阿拉伯語的天文學家稱之為Albireo（英文的意思是母雞的喙），目前的英文名稱是誤解和翻譯錯誤的結果。人們認為它起源於希臘語的，名稱是天鵝座，轉變成阿拉伯語的座。而在翻譯回拉丁文時，這個名稱被認為是一種藥用植物：鑽果大蒜芥（Erysimum officinale），因此翻譯成拉丁文的該植物名稱。這個短語後來又被當成印刷錯誤的阿拉伯語處理，而被轉換成。

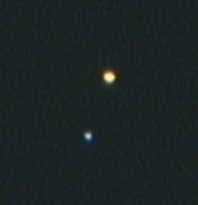
天鹅座β的两颗子星即使只用小型望远镜也很容易区分。

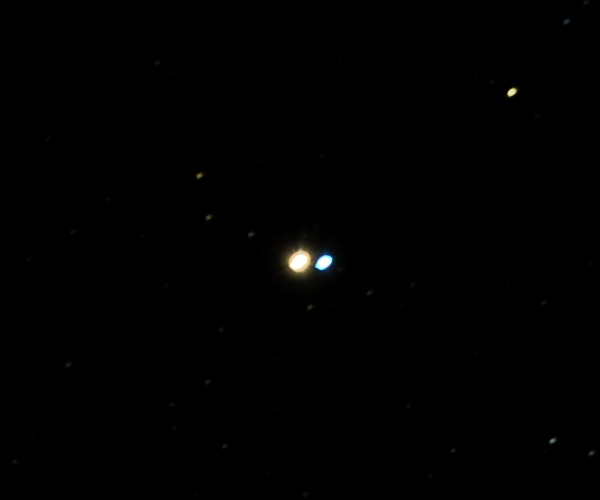
使用望遠鏡所見天鹅座β的兩颗子星。

（منقار ألدجاجة）或Menchir al Dedjadjet的名稱出現在Calendarium of Al Achsasi Al Mouakket這本恆星目錄中，它翻譯成拉丁文是Rostrum Gallinǣ，意思是母雞的喙。

## 外部連結
- Albireo as a Triple Star（页面存档备份，存于）
- Photo by Richard Yandrick; August 30, 2005（页面存档备份，存于）
- A picture of Albireo by Stefan Seip（页面存档备份，存于）
- NightSkyInfo.com - Albireo（页面存档备份，存于）
- Albireo（页面存档备份，存于） at Alcyone Software's Star Data Pages